# Expoliación legal
El expoliación legal, el idioma actual traducible en saqueo legal, en el pensamiento del economista Frédéric Bastiat, es el hallazgo de que el Estado constituía una gran máquina que fue diseñado específicamente para robar la propiedad de algunas personas, sin su consentimiento por supuesto, y la transferencia a otros. 
Pero el término adquiere su pleno sentido cuando la separación se hace en detrimento de la mayoría de los ciudadanos a favor de la élite. 
El funcionamiento del Estado en general, es el de proporcionar los servicios públicos indivisibles, financiarlos con impuestos cuyo nivel se mide, en general, con la carga fiscal aparente o la carga tributaria legal y nivel individual con la tasa efectiva de impuestos o con la tasa total de impuestos o la cuña fiscal.
El fiscal tiene varias funciones incluyendo la más importante es poner en práctica las políticas de redistribución del ingreso en un espíritu de cohesión social si los impuestos aplicados son progresivos.
El expoliación legal puede ser considerado una forma de redistribución de los ingresos de los pobres a los ricos en poder del Estado mediada la aplicación de sus leyes de aplicación de la función regresivos impuestos.

## El pensamiento jurídico desposesión en política-económica
En el pensamiento económico, un modelo de saqueo legal se describió el supuesto de que el Estado puede ser utilizado como una herramienta mediante la cual se sustrae coercitivamente a las propiedades de la comunidad, a dejarla tener, siempre dentro de la ley, a un pequeño grupo.
Esto sucedió en la historia y se produce cuando determinados grupos que llegan a los niveles del poder del Estado, actuando de forma coordinada a crear un cuerpo de ley que aplica, realiza la función de redistribución de la renta entre la multitud hacia estos grupos.
Mientras que en el pasado la imposición de reglas se hace de una manera opresiva en regímenes no liberales, este patrón se mantuvo e incluso amplió en los estados democráticos modernos con la aplicación de las normas que en última instancia generan el mismo resultado.
Así que en las primeras formas del Estado moderno, ha habido implementaciones de estándares que claramente favorecían las élites, con impuestos, monopolios, formas de contribución descaradamente desequilibrada desde la aplicación de las normas de los regímenes autoritarios o con formas limitadas de la democracia y con el apoyo de la propaganda de régimen y la represión.
En los Estados democráticos con la participación universal en la vida democrática, las élites han mantenido e implementado nuevos esquemas de expoliación legal ampliar el alcance de los beneficiarios y en movimiento de la represión a la gestión de la disidencia, relegándolo a la minoría, a través de la desinformación del público alimentado con Los medios modernos de comunicación de masas. [4]
Si no lo encuentras, identificar los mecanismos subyacentes de un sistema de saqueo legal, para no incluir las estrategias aplicadas en la desinformación masiva.
Con el tiempo, no se puede localizar a una política parte por ejemplo particular. derecha o la izquierda como un actuador de un patrón particular, como la complejidad resultante determina la continua participación de múltiples actores.
El Elite luego operar muy amplio en la dirección del Estado con mismos objetivos a largo plazo, así como el muy corto plazo, pero siempre con el mismo propósito: para transferir la riqueza coercitivamente por la comunidad en pequeños grupos.

## La depredación en el pensamiento de Frédéric Bastiat
En la base tiene una filosofía moral absoluta que se desarrolla en la ley natural.
El estudio de las sociedades humanas permite el descubrimiento de las leyes naturales de la economía y la historia sobre todo utilizando tanto la observación científica y empírica.
La filosofía moral así definida se aplica a todos los seres humanos desde los más humildes hasta las altas cumbres a los gobernantes y de los políticos.
La riqueza (propiedad) se puede adquirir de dos maneras:
haciendo su propio negocio sobre la base de contratos de cambio convenido libremente en por "productores";
con el robo (incluyendo todas las actividades de la resta no intencionales) perpetrado por "depredadores".
La actividad de depredación se mide objetivamente por el estudio de la historia.
El saqueo legal proviene de la observación de que los depredadores se colocaron en la parte superior del Estado y han desarrollado sus actividades de depredación mediante la introducción de leyes que implementan.
Para ello, su actividad se justifica como una excepción a los principios morales universales, un código moral destinado a difundir "magnificarla".
Las víctimas de los depredadores son engañados por el engaño, el fraude, con el uso de sofismas, la creación de la desinformación, ocultando la realidad con la complicidad generalizada en el aparato de control del Estado.
La revelación de la expoliación legal es una tarea de los economistas políticos como Bastiat, ya que tienen las herramientas y habilidades para desentrañar las leyes que contienen los trucos, trucos y refutar las mentiras, la desinformación, las víctimas ocultas de la verdad (personas común).
Sólo los economistas políticos pueden liberar el estado de tales depredadores o detectarlas en el momento de la organización de la nueva expoliación legal para que él tome el papel del verdadero guardián de sus ciudadanos, que debe ser en una sociedad para el bien.

## La técnica de la expoliación legal
El saqueo legal es, por definición, a través de la ley aplicada por la fuerza por el Estado o sus organismos.
En un primer paso a través de las reglas de la expoliación legal se crea presa patrimonio o el fondo o los activos a través de la deuda pública, para saquear.
En la segunda fase a través de una regulación adicional de la expoliación legal, se le asigna la presa patrimonio a la élite.
El estado opera la redistribución de la riqueza de sus ciudadanos que trabajan en dos frentes:
Impuestos o impuestos
Prestación de servicios
De esta simple distinción puede distinguir fácilmente las técnicas de la expoliación legal se pueden detectar mediante la identificación de cuáles son los grupos privilegiados tal vez un impuesto regresivo o facilitado por los servicios privilegiados o favor, en comparación con la mayoría.
Para entender la técnica de la expoliación legal deberá identificar:
- élites;
- el saqueo;
- la presa del patrimonio ;
- destinada a cubrir las reglas del saqueo legal;
- las reglas de la presa de acumulación de activos;
- legislación presa patrimonio acaparamiento;
- organismos de control, pero muchos ineficaces;
- gestión de información errónea.

### Las élites
Las élites son los grupos que se organizan, gestionan y se benefician de la expoliación legal.

### El saqueado
Saqueé son las víctimas de despojo es decir, aquellos que son la presa patrimonio bajo el requisito de la legislación de aplicación el despojo legal, en contra de su voluntad.

### Accionistas presa
Accionistas presa es la riqueza que se acumula legalmente predandola a saqueadas y redistribuido a la élite.

### El alcance de la cobertura de las reglas de la expoliación legal
Legislación de la expoliación legal, debe tener un propósito para el cual la cobertura parece desarrollarse por ejemplo. pensiones públicas, la construcción de obras públicas, servicios públicos en general.
El objetivo de cubrir sin embargo no es un elemento obligatorio presente.
Frédéric Bastiat llamaba sofismas y falacias de cómo implementar el saqueo legal que se divide por lo que la ilusión de querer alcanzar con los objetivos de interés público existentes.

### La legislación
La legislación que subyace al despojo legal puede tener estas características que la hacen ilegible:
- lenguaje especializado;
- disperso en otras normas;
- normas sin títulos de los artículos;
- artículos de la ley de largo;
- no hay texto único;
- normas de emergencia;
- el cambio continuo de la legislación.

Un ejemplo de la legislación para implementar el saqueo legal. [6]

## El saqueo legal en la historia
Marco Porcio Catón
"Los ladrones de los bienes privados se pasan la vida en la cárcel y en las cadenas, las de bienes públicos en las riquezas y honores en»
( Marco Porcio Catón , citado en Aulo Gelio , Noches áticas , XI, 18, 18)

## Exceder el despojo legal
Según Chomsky, las "instituciones que persiguen el" todo para nosotros y nada para el otro '"deben ser eliminadas.
Si los mecanismos de expoliación legal a identificar estas situaciones, Chomsky sugiere no atacar a la persona dentro de la institución que debe suprimirse, ya que se elimina del sistema.

### Libri
- Bastiat, F. (1859). Sofismas económicos. Madrid: Imprenta de Manuel Galiano. Consultado el 13 de mayo de 2012.

- Bastiat, Frédéric (2007). The Law. Ludwig von Mises Institute. ISBN 978-1-933550-14-5. Consultado el 18 de marzo de 2015.

- Datos: Q17637002